# Hrînivka, Bohorodceanî
Hrînivka (în ucraineană Гринівка) este un sat în comuna Nîvociîn din raionul Bohorodceanî, regiunea Ivano-Frankivsk, Ucraina.

## Demografie
Componența lingvistică a localității Hrînivka
     Ucraineană (100%)
Conform recensământului din 2001, toată populația localității Hrînivka era vorbitoare de ucraineană (100%).